# Gustaf Timberg
Anders Gustaf Timberg, född 19 maj 1859 i Borgunda socken, Skaraborgs län, död 10 oktober 1926 i Stockholm, var en svensk agronom. 
Timberg blev filosofie doktor i Uppsala 1891, blev adjunkt i matematik, fysik och meteorologi vid Ultuna lantbruksinstitut 1892 samt lektor i samma ämnen och redskapslära 1899 och professor 1918. 
Timberg bedrev en ganska omfattande verksamhet som populär föreläsare i naturvetenskapliga ämnen och deltog i de offentliga prövningarna av lantbruksredskap. På hans initiativ bildades 1910 Svenska motokulturföreningen, vars sekreterare han alltsedan varit. 
Han författade bland annat Naturlära för landtmän. I. Fysik (prisbelönt tävlingsskrift 1901; andra upplagan 1906) och Populär meteorologi (1908). Han blev ledamot av Lantbruksakademien 1908.